# Guineu de Blanford
La guineu de Blanford (Vulpes cana) és una petita espècie de carnívor del grup de les guineus autèntiques (Vulpini). Viu a Àsia i és la segona guineu més petita, després del fennec.